# Jakob Maria Mierscheid

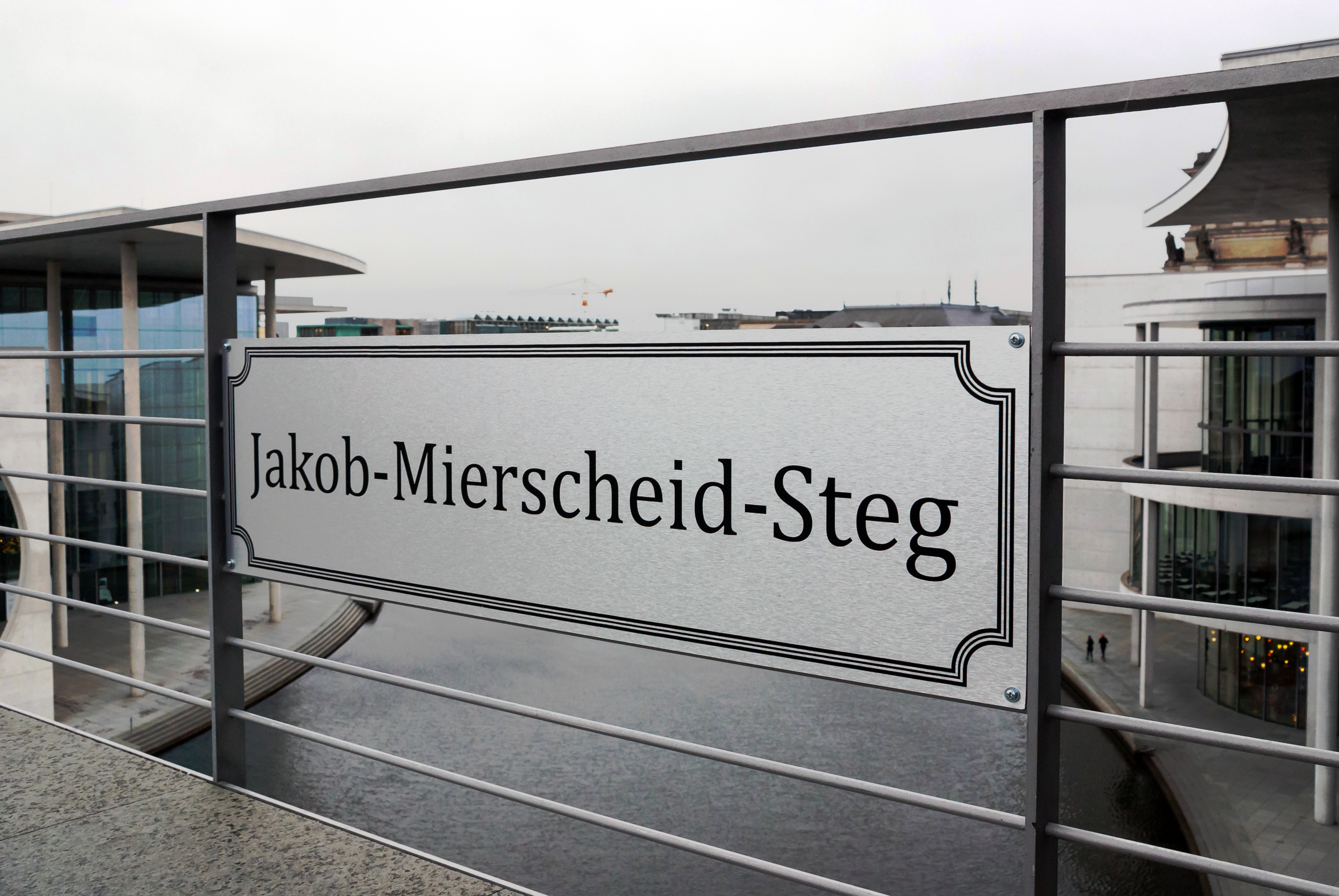
Plaque du pont Jakob Mierscheid sur la Spree à Berlin.

Jakob Maria Mierscheid est un membre fictif du Bundestag allemand depuis le 11 décembre 1979. Il était alors le député présumé du Mittelstandsausschuß (Comité pour les petites et moyennes entreprises) en 1981 et 1982. D'après sa biographie officielle, il est né à Morbach/Hunsrück, une circonscription très rurale. Il est catholique et membre du Parti social-démocrate d'Allemagne.
Le canular Mierscheid est apparu dans les années 1920 : il avait été conçu par les sociaux-démocrates de la République de Weimar pour éviter de payer les additions au restaurant. Il est désormais une curiosité très connue du Bundestag. Son site officiel possède une « biographie » d'apparence fort sérieuse de Mierscheid. Sa photo est d'apparence ancienne, mais une paire de lunettes y a été dessinée de façon grossière. Le site liste 615 noms, mais en réalité, le Bundestag ne compte actuellement que 614 membres.
Le canular possède des équivalents dans d'autres domaines en Allemagne : Friedrich Nagelmann est un célèbre avocat (fictif) et Edmund F. Dräcker un célèbre diplomate (fictif). Mierscheid, Nagelmann et Dräcker ont tous trois une longue liste de publications qui a parfois été reprise dans d'autres médias réputés (journaux scientifiques, presse parlementaire), et les personnes dont l'allemand n'est pas la langue natale sont parfois trompées par ces canulars.

## Hommage
Son nom a été donné au pont couvert qui, à Berlin, permet de franchir la Spree entre les bâtiments du parlement baptisés Paul-Löbe-Haus (de) et Marie-Elisabeth-Lüders-Haus (de).

## Source
- (en) Cet article est partiellement ou en totalité issu de l’article de Wikipédia en anglais intitulé « Jakob Maria Mierscheid » (voir la liste des auteurs).